# 鈴木光愛

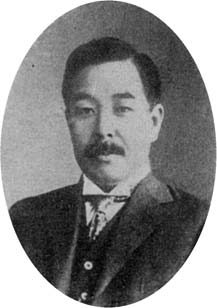
鈴木光愛

鈴木 光愛（すずき こうあい、慶応3年12月20日（1868年1月14日） - 昭和5年（1930年）4月9日）は、日本の教育者。

## 経歴
岡山藩士島村円造の二男として生まれ、鈴木光輝の養子となった。岡山中学校を経て、1889年（明治22年）に高等師範学校を卒業した。同訓導、女子高等師範学校助教諭、同助教授、東京府師範学校教諭・附属小学校主事を歴任した。1897年（明治30年）、台湾総督府国語学校教授となり、1899年（明治33年）に東京府師範学校首席教諭に戻った。1900年（明治33年）、栃木県師範学校校長に就任し、1906年（明治36年）に京都府師範学校校長に転じた。1909年（明治42年）からは東京府女子師範学校校長・東京府立第二高等女学校を務めた。

## 著作
- 『学校管理法』（文学社、1901年）
- 『新撰 教育学綱要』（六盟館、1902年）
- 『新撰 学校管理法』（宝文館、1907年）